# Veľká Čausa
Veľká Čausa (Hongaars: Nagycsóta, Duits: Großtschauscha) is een Slowaakse gemeente in de regio Trenčín, en maakt deel uit van het district Prievidza.
Veľká Čausa telt 470 inwoners.